# Santo-Domingo-Klasse (1781)
Die Santo-Domingo-Klasse war eine Klasse von zwei 60-Kanonen-Linienschiffen (Zweidecker) der spanischen Marine, die von 1781 bis 1810 in Dienst stand.

## Geschichte
Die Klasse wurde von dem Schiffbauingenieur Francisco Gautier entworfen und stellt eine verbesserte Version des 58/62-Kanonen-Schiffes Castilla von 1780 da. Sie wurden Anfang der 1780er Jahre auf der Marinewerft in Ferrol gebaut und während ihrer Dienstzeit öfters zum Transport von Quecksilber und "Schätzen" (siehe Silberflotte) zwischen Spanien und seinen amerikanischen Kolonien eingesetzt.

## Einheiten
| Name               | Bauwerft                             | Bestellung   | Stapellauf       | Indienststellung | Verbleib |
| ------------------ | ------------------------------------ | ------------ | ---------------- | ---------------- | --- |
| Santo Domingo      | Reales Astilleros de Esteiro, Ferrol | 4. März 1780 | 26. Februar 1781 | 1781             | Im Juni 1806 außer Dienst und 1807 in Cartagena abgebrochen. |
| San Felipe Apóstol | Reales Astilleros de Esteiro, Ferrol | 4. März 1780 | 22. Juni 1781    | 1781             | Am 8. Juli 1794 an die niederländische Marine verkauft, durch diese als Overijssell (70 Kanonen) in Dienst; am 22. Oktober 1795 in Cork Habour durch die Royal Navy gekapert, als Overyssel (64 Kanonen) in Dienst; ab 1810 Hulk in Harwich und 1822 zum Abbruch verkauft |

## Technische Beschreibung
Die Klasse war als Batterieschiff mit zwei durchgehenden Geschützdecks konzipiert und hatte eine Länge von 47,02 Metern (Geschützdeck) bzw. 41,54 Metern (Kiel), eine Breite von 12,82 Metern und einen Tiefgang von 6,19 Metern bei einer Vermessung von 1188 tons (bm). Sie waren Rahsegler mit drei Masten (Fockmast, Großmast und Kreuzmast). Der Rumpf schloss im Heckbereich mit einem Heckspiegel, in den Galerien integriert waren, die in die seitlich angebrachten Seitengalerien mündeten. Diese waren aus Repräsentationsgründen durch zeitspeziefische Schnitzereien und Bildhauerarbeiten geschmückt. Die Beplankung war kraweel ausgeführt, das heißt, die Enden der Planken stießen stumpf aufeinander, so dass eine glatte Außenfläche entstand.
Die Bewaffnung der Klasse bestand aus 60 Kanonen.
|        | Unteres Batteriedeck | Oberes Batteriedeck | Backdeck      | Achterdeck    | Kanonen (Geschossgewicht) |
| ------ | -------------------- | ------------------- | ------------- | ------------- | ------------------------- |
| Design | 26 × 24-Pfünder      | 28 × 12-Pfünder     | 2 × 8-Pfünder | 4 × 8-Pfünder | 60 Kanonen (231,336 kg)   |

## Bemerkungen
1. ↑  Bei der Berechnung des Gewichtes einer Breitseite kann es zu Unterschieden kommen, da in der damaligen Zeit ein Pfund, je nach Land, unterschiedliche Gewichtswerte hatte. Das spanische Libra hatte z. B. ein Gewicht von 460,08 Gramm, während das englische Pound ein Gewicht von 453,592 Gramm hatte.

## Sieh auch
- Liste der Linienschiffe der spanischen Marine